# Oana Gregory
Oana Andreea Grigoruț (Negrești Oaș, Satu Mare; 9 de enero de 1996), conocida profesionalmente como Oana Gregory, es una actriz y modelo rumana. Gregory se hizo conocida internacionalmente por sus papeles en producciones de Disney como Kickin' it, Lab Rats y Crash & Bernstein.

## Primeros años
Oana Gregory nació en Negrești Oaș, una pequeña ciudad en el noroeste de Rumania. Se mudó a Los Ángeles, California con su familia para seguir una carrera en la actuación.

## Carrera
Oana Gregory comenzó su carrera como actriz de voz en la serie de televisión animada británico-estadounidense de niños Olivia en 2009, pero fue reconocida por primera vez en 2011, cuando interpretó a la compañera de Rachel G. Fox, Loosie Goosie en la película de J.B. Ghuman Jr., Spork. Ese mismo año apareció en el programa de televisión Aspiring Hollywood con el productor y anfitrión Luciano Saber.
Gregory entonces adquirió papeles recurrentes en las series de Disney XD Kickin' It y Lab Rats, interpretando el papel de Mika y Stephanie, y consiguió su primera gran oportunidad cuando obtuvo el papel principal de Amanda en otra serie de Disney XD, Crash & Bernstein.

## Filmografía
| Año  | Título             | Papel         | Notas     |
| ---- | ------------------ | ------------- | --------- |
| 2011 | Spork              | Loosie Goosie |           |
| 2018 | A Christmas Switch | Laurel Samson | Telefilme |

| Año        | Título                 | Papel             | Notas                       |
| ---------- | ---------------------- | ----------------- | --------------------------- |
| 2009       | Olivia                 | Voces adicionales | Papel de voz; 26 episodios  |
| 2012       | Lab Rats               | Stephanie         | Papel recurrente            |
| 2012       | Kickin' it             | Mika              | Papel recurrente            |
| 2012–2014  | Crash & Bernstein      | Amanda Bernstein  | Papel principal             |
| 2016, 2018 | WTH: Welcome to Howler | Lacey             | Papel recurrente; serie web |
| 2019       | King Bachelor's Pad    | Gertrude          | Papel recurrente            |

| Año  | Título                    | Artistas                                                | Álbum              |
| ---- | ------------------------- | ------------------------------------------------------- | ------------------ |
| 2020 | «No Service in the Hills» | Cheat Codes ft. Trippie Redd, Blackbear, Prince$$ Rosie | Hellraisers, Pt. 2 |